# 郭建华 (1967年)
郭建华，东北师范大学副校长，教授，曾入选2011年度长江学者特聘教授，主要从事概率论与数理统计领域的教学和研究工作。郭建华曾任东北师范大学数学与统计学院院长、人事处处长，还担任《数理统计与管理》、《统计与信息论坛》编委，中国统计学会副会长等职务。  